# Термическое оксидирование

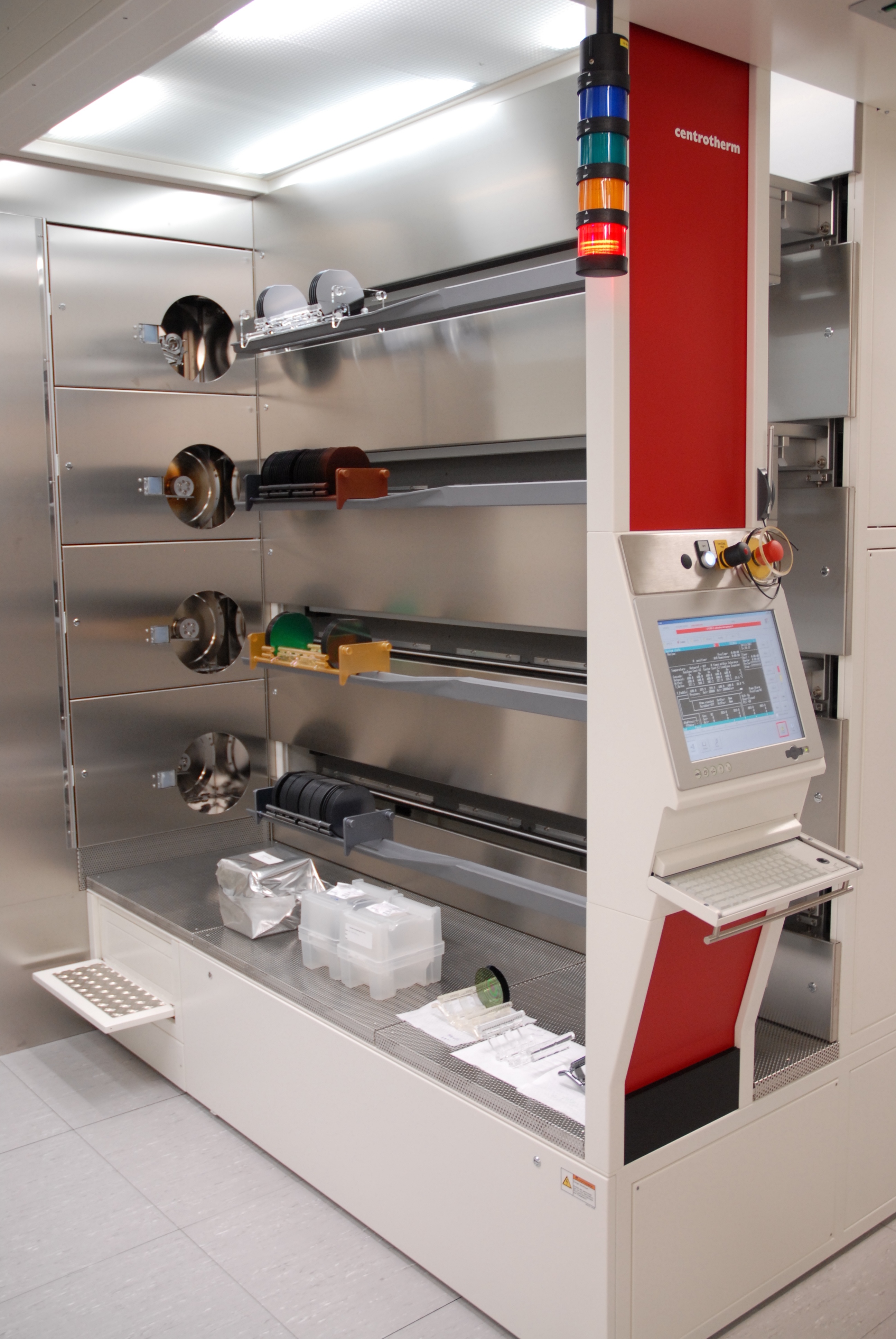
Печи для диффузии и термического оксидирования (LAAS, Тулуза, Франция)

Оксидирование кремния (Si) — процесс создания оксидной плёнки (диоксида кремния SiO2) на поверхности кремниевой подложки.
Задача оксидирования — вырастить высококачественный слой оксида на подложке из кремния. Оксид кремния получается в процессе химической реакции между кислородом и кремнием. Кислород содержится в окислительной среде, с которой контактирует поверхность подложки, нагретой в печи. В качестве окислительной среды обычно используется сухой или влажный (с паром) кислород.

## Химическая реакция
Термическое оксидирование кремния обычно производят при температурах между 800 и 1200 °C. В результате получается слой высокотемпературного оксида (High Temperature Oxide layer). Это может производиться как в парах воды, так и когда в роли окислителя выступает молекулярный кислород, что, соответственно, называется влажным (wet) или сухим (dry) окислением. При этом происходит одна из следующих реакций:
{\displaystyle {\rm {Si+2H_{2}O\rightarrow SiO_{2}+2H_{2\ (g)}}}}
{\displaystyle {\rm {Si+O_{2}\rightarrow SiO_{2}}}}
Окислительная среда может также содержать несколько процентов соляной кислоты. Хлор удаляет ионы металла, что могут присутствовать в оксиде.

## Применение слоёв SiO2

Щелевая изоляция из диоксида кремния (STI) в современных МОП-транзисторах

Слои диоксида кремния используются в электронике:
- как маска для диффузии легирующих примесей
- для пассивации поверхности полупроводников
- для изоляции отдельных элементов СБИС друг от друга
- в качестве подзатворного диэлектрика
- в качестве одного из многослойных диэлектриков в производстве МНОП элементов памяти
- в качестве изоляции в схемах с многослойной металлизацией
- как составная часть шаблона для рентгеновской литографии

## Достоинства SiO2
- SiO2 — «родной» для кремния материал, поэтому легко из него получается
- SiO2 можно легко стравить с подложки с помощью плавиковой кислоты (HF), не повредив кремний
- SiO2 является барьером для диффузии бора, фосфора, мышьяка
- SiO2 является хорошим изолятором (имеет высокую напряжённость пробоя)
- SiO2 стабилен до 10−9 Тор (10−7 Па) и T > 900 °C
- SiO2 не растворяется в воде

## Режимы термического оксидирования
- T = 700—1300 °C
- p = 0,2 — 1,0 атм
- толщина слоя SiO2 : 0,03 — 2 мкм
- длительность процесса: 3 — 6 часов

## Виды термического оксидирования
- Сухое оксидирование
- Влажное оксидирование
- Паровое оксидирование